# Péter Besenyei

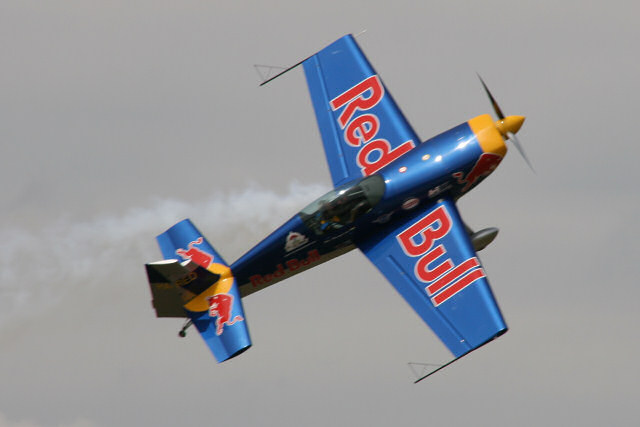
Péter Besenyei pilotujący Extra 300

Péter Besenyei (ur. 8 czerwca 1956 w Körmend na Węgrzech) – węgierski pilot akrobacyjny i doświadczalny, wielokrotny mistrz Węgier, dwukrotny zwycięzca FAI World Grand Prix, mistrz Europy i dwukrotny mistrz świata w akrobacji samolotowej.

## Życiorys
Wychowywał się w pobliżu lotniska w Budapeszcie, gdzie rozwijał swoje zainteresowanie lotnictwem. Po obejrzeniu Akrobacyjnych Mistrzostw Świata w 1962 roku postanowił zostać pilotem. Jako 15 latek pierwszy raz zasiadł za sterami szybowca, rozpoczynając naukę w Klubie Lotniczym Ministerstwa Przemysłu Lekkiego w Dunakeszi. W 1976 roku wystartował w zawodach szybowcowych w Budapeszcie, które ostatecznie ukończył na drugim miejscu pomimo wadliwego działania pokładowego wysokościomierza. Następnie wstąpił na dwa lata do armii, do dywizji skoczków spadochronowych (wykonał 104 skoki). W 1979 roku Besenyei został wysłany przez swój aeroklub na kurs samolotowy do Budaörs. Rok później otrzymał licencję pilota, a w 1981 roku rozpoczął szkolenie akrobatyczne. Już jesienią tego samego roku, jako debiutant sensacyjnie zdobył dwa pierwsze miejsca podczas wykonywania figur akrobacji zaawansowanej podczas zawodów Nyírség Cup. Ostatnie, trzecie zawody zakończyły się niepowodzeniem, przez co Besenyei uplasował się na czwartym miejscu w klasyfikacji końcowej. W 1982 roku zdobył pierwszy złoty medal w Austrian National Championships. Tego samego roku w katastrofie lotniczej zginęli wszyscy członkowie zespołu akrobacyjnego, do którego należał Besenyei. Petér był jedynym członkiem Hungarian Defence Federation, którego nie było wtedy na pokładzie samolotu. Tragedia pozostawiła piętno na jego dalszym szkoleniu na długie lata. Przez 10 kolejnych lat Besenyei był pilotem doświadczalnym HDF, a także członkiem Jetstream i Indicator Rt. W 1995 roku wygrał w Mistrzostwach Europy 2 medale złote oraz 2 srebrne i został jednocześnie najbardziej utytułowanym pilotem akrobatycznym swoich czasów. W 2001 roku Besenyei wykonał przelot plecowy pod Mostem Łańcuchowym w Budapeszcie, co było pokazywane przez telewizje z 47 krajów na pięciu kontynentach. Besenyei jest uznawany za ojca chrzestnego Red Bull Air Race przez swój wkład w organizację i popularyzację zawodów. W 2001 roku został poproszony przez firmę Red Bull o pomoc w przygotowaniu konceptu zawodów z serii wyścigów samolotowych. Besenyei podszedł do propozycji z entuzjazmem, pomógł przygotować zasady i regulacje zawodów, dokonał wyboru najlepszych do tego zadania pilotów. Pierwszy wyścig odbył się w 2003 roku w Zeltweg w Austrii. Po 2 latach zawody stały się imprezą międzynarodową.
Jego specjalnością jest akrobacja free-style. Jako pierwszy wykonał wiele elementów akrobacji określanych jako snap roll, a w 1984 roku knife edge spin (korkociąg nożowy). Do swoich występów często dodaje elementy improwizacji, pokazy zawsze są prowadzone w odmienny sposób. Obecnie jest pilotem doświadczalnym Biura Lotnictwa Węgierskiego oraz instruktorem pilotów akrobatycznych na samolocie Zivko Edge 540.

## Życie prywatne
Besenyei interesuje się wyścigami samochodowymi. W wolnym czasie startował w zawodach Opel Astra Cup, a także w Shell Power Racing Renault Clio Cup. Jest także fanem narciarstwa, wędkarstwa, spadochroniarstwa oraz fotografii. Petér jest ojcem dwóch córek z drugiego małżeństwa z Tünde - Dory i Nicolette. Obecnie mieszka we wsi Herceghalom nieopodal Budapesztu.

## Sukcesy
1982 
- Austrian National Championship Combined - złoto

1984 
- World Championship Freestyle - 7. miejsce

1985 
- European Championship Freestyle - brąz
- European Championship Compulsory - 5. miejsce

1986 
- Competition of Communist Countries Freestyle - 1. miejsce
- Nyírség Cup International Competition Combined - 1. miejsce
- Hungarian National Championship Combined - złoto

1987 
- Competition of Communist Countries Freestyle - 1. miejsce
- Nyírség Cup International Competition Combined - 1. miejsce
- Hungarian National Championship Combined - złoto

1988 
- Competition of Communist Countries Freestyle - 1. miejsce
- Polish National Championship Combined - srebro
- Nyírség Cup International Competition Combined - złoto
- Hungarian National Championship Combined - złoto

1989 
- European Championship Compulsory - 4. miejsce
- European Championship Freestyle - 4. miejsce
- Nyírség Cup International Competition Combined - 1. miejsce
- Hungarian National Championship Combined - złoto

1990 
- Nyírség Cup International Competition Combined - 1. miejsce
- Swedinfort Cup International Competition Combined - 1. miejsce
- Hungarian National Championship Combined - złoto
- World Championship Freestyle - srebro
- Czechoslovakian National Championship Combined - złoto

1991 
- European Championship Freestyle - 4. miejsce
- Hungarian National Championship Combined - złoto

1992 
- Morse Master International Competition Combined - 2. miejsce
- Morse Computer Cup Combined - 2. miejsce
- German National Championship Combined - złoto
- German Master Cup Combined - 1. miejsce
- British National Championship Combined - srebro
- David Perrin Cup Combined - 1. miejsce
- Hungarian National Championship Combined - złoto
- Peugeot Cup Combined - 1. miejsce

1993 
- European Championship Compulsory 4. miejsce
- Hungarian National Championship Combined - złoto
- Peugeot Cup International Competition Combined - 1. miejsce
- Breitling World Cup / Bex / - 2. miejsce
- Breitling World Cup / Ferhberlin / - 3. miejsce
- Breitling World Cup / Pompano Beach / - 2. miejsce
- Breitling World Cup Combined - 3. miejsce

1994 
- World Championship Compulsory - złoto
- Breitling World Cup / Orlando / - 3. miejsce
- World Championship Freestyle - 4.miejsce
- World Championship Combined - brąz

1995 
- European Championship Compulsory - złoto
- European Championship Closed compulsory - srebro
- European Championship Freestyle - złoto
- European Championship Combined - srebro
- Breitling World Cup (after 6 World Cup heats) Combined - 4. miejsce

1996 
- FAI Aerobatics World Cup / Tajima / - srebro

1998 
- FAI Aerobatics World Cup / Neuchatel / - srebro
- FAI Aerobatics World Cup / Shanghai / - złoto
- FAI Aerobatics World Cup / Nanjing / - złoto
- FAI Aerobatics World Cup / Jinan / - srebro
- FAI Aerobatics World Cup / Tianjin / - złoto
- FAI Aerobatics World Cup / Zhengzhou / - złoto
- FAI Aerobatics World Cup ’96-98 Combined - złoto, Mistrz Świata

1999 
- European Championship Freestyle - brąz
- FAI Aerobatics World Cup / Zhang Jia Jie - brąz

2000 
- FAI Aerobatics World Cup / Wuxian / - srebro
- FAI Aerobatics World Cup / Motegi / - złoto
- FAI Aerobatics World Cup ’99-00 Combined - srebro
- World Championship Freestyle - złoto

2001 
- FAI Aerobatics World Cup Combined - złoto, Mistrz Świata

2002 
- FAI Aerobatics World Cup Combined - brąz

2003 
- Red Bull Air Race World Series - 1. miejsce

2004 
- FAI Aerobatics World Cup / Al Ain / - srebro
- Red Bull Air Race World Series - 2. miejsce

2005 
- FAI Aerobatics World Cup / Lausanne / - złoto
- Red Bull Air Race World Series - 2. miejsce

2006 
- FAI Aerobatics World Cup / Motegi / - brąz
- Red Bull Air Race World Series - 2. miejsce

2007 
- Red Bull Air Race World Series - 3. miejsce

## Starty w Red Bull Air Race
| Péter Besenyei w zawodach Red Bull Air Race World Series | Péter Besenyei w zawodach Red Bull Air Race World Series | Péter Besenyei w zawodach Red Bull Air Race World Series | Péter Besenyei w zawodach Red Bull Air Race World Series | Péter Besenyei w zawodach Red Bull Air Race World Series | Péter Besenyei w zawodach Red Bull Air Race World Series | Péter Besenyei w zawodach Red Bull Air Race World Series | Péter Besenyei w zawodach Red Bull Air Race World Series | Péter Besenyei w zawodach Red Bull Air Race World Series | Péter Besenyei w zawodach Red Bull Air Race World Series | Péter Besenyei w zawodach Red Bull Air Race World Series | Péter Besenyei w zawodach Red Bull Air Race World Series | Péter Besenyei w zawodach Red Bull Air Race World Series | Péter Besenyei w zawodach Red Bull Air Race World Series | Péter Besenyei w zawodach Red Bull Air Race World Series | Péter Besenyei w zawodach Red Bull Air Race World Series |
| Rok                                                      | 1                                                        | 2                                                        | 3                                                        | 4                                                        | 5                                                        | 6                                                        | 7                                                        | 8                                                        | 9                                                        | 10                                                       | 11                                                       | 12                                                       | Punkty                                                   | Zwycięstwa                                               | Pozycja                                                  |
| -------------------------------------------------------- | -------------------------------------------------------- | -------------------------------------------------------- | -------------------------------------------------------- | -------------------------------------------------------- | -------------------------------------------------------- | -------------------------------------------------------- | -------------------------------------------------------- | -------------------------------------------------------- | -------------------------------------------------------- | -------------------------------------------------------- | -------------------------------------------------------- | -------------------------------------------------------- | -------------------------------------------------------- | -------------------------------------------------------- | -------------------------------------------------------- |
| 2003                                                     | 1.                                                       | 1.                                                       |                                                          |                                                          |                                                          |                                                          |                                                          |                                                          |                                                          |                                                          |                                                          |                                                          | 6                                                        | 2                                                        | 1.                                                       |
| 2004                                                     | 3.                                                       | 3.                                                       | 3.                                                       |                                                          |                                                          |                                                          |                                                          |                                                          |                                                          |                                                          |                                                          |                                                          | 12                                                       | 0                                                        | 2.                                                       |
| 2005                                                     | 1.                                                       | 2.                                                       | 2.                                                       | 1.                                                       | 3.                                                       | 4.                                                       | 4.                                                       |                                                          |                                                          |                                                          |                                                          |                                                          | 32                                                       | 2                                                        | 2.                                                       |
| 2006                                                     | 3.                                                       | 1.                                                       | 2.                                                       | CAN                                                      | 3.                                                       | DQ                                                       | 2.                                                       | 2.                                                       | 1.                                                       |                                                          |                                                          |                                                          | 35                                                       | 2                                                        | 2.                                                       |
| 2007                                                     | 1.                                                       | 5.                                                       | 1.                                                       | 5.                                                       | CAN                                                      | 3.                                                       | 3.                                                       | 4.                                                       | 4.                                                       | 6.                                                       | CAN                                                      | 7.                                                       | 31                                                       | 2                                                        | 3.                                                       |
| 2008                                                     | 4.                                                       | 8.                                                       | 5.                                                       | CAN                                                      | 6.                                                       | 4.                                                       | 5.                                                       | 7.                                                       | CAN                                                      | 7.                                                       |                                                          |                                                          | 34                                                       | 0                                                        | 5.                                                       |
| 2009                                                     | 10.                                                      | 4.                                                       | DNS                                                      | 10.                                                      | 4.                                                       | 8.                                                       |                                                          |                                                          |                                                          |                                                          |                                                          |                                                          | 24                                                       | 0                                                        | 8.                                                       |
| 2010                                                     | 3.                                                       | 10.                                                      | 11.                                                      | 10.                                                      | 8.                                                       | 9.                                                       | CAN                                                      | CAN                                                      |                                                          |                                                          |                                                          |                                                          | 21                                                       | 0                                                        | 10.                                                      |

Legenda:
- CAN: Zawody nie odbyły się
- DNP: Nie wziął udziału
- DNS: Nie stawił się
- DQ: Zdyskwalifikowany
- NC: Nieklasyfikowany